# アメリカン忍者
アメリカン忍者（アメリカンにんじゃ、原題：American Ninja）は1985年のアメリカ合衆国のアクション映画。キャノン・グループ製作。監督はサム・ファーステンバーグ、主演はマイケル・ダディコフ。『アメリカン忍者』シリーズの第1作で、この後4つの続編が制作された。

## あらすじ
ジョー・アームストロング二等兵は、軽犯罪で逮捕された後、刑務所で服役する代わりに陸軍に入隊し、現在はフィリピンの米陸軍基地に配属されている。彼は幼い頃の記憶を失っており、その頃の記録もほとんど残されていないという。ある日、トラックの運転手として参加した武器輸送任務中に謎の忍者軍団の襲撃を受けるが、ジョーは身につけていた忍術を駆使してこれを撃退。同行していた基地司令ヒコック大佐の娘、パトリシアを救う。
しかし、この襲撃は強奪に見せかけて武器の横流しを行うべく計画されたものであり、ヒコック大佐も腹心のリナルド軍曹と共にこれに関与していた。彼らは地元の有力実業家にしてマフィアのボスであるオルテガと結託し、横流しした武器を南アフリカへと密輸する計画を立てていたのである。襲撃に加わっていた忍者軍団は、オルテガが雇ったブラックスター・ニンジャの部下たちであった。
計画の障害としてオルテガ一味に命を狙われることとなったジョーは、友人ジャクソン伍長と共にこれに立ち向かうこととなる。

## キャスト
※括弧内は日本語吹替
- ジョー・アームストロング二等兵：マイケル・ダディコフ（稲葉実）
- カーティス・ジャクソン伍長：スティーヴ・ジェームズ（西村知道）
- チャーリー・マディソン二等兵：フィル・ブロック（田原アルノ）
- ビクター・オルテガ：ドン・スチュワート（英語版）（加藤正之）
- パトリシア・ヒコック：ジュディ・アロンソン（英語版）（佐々木優子）
- ウィリアム・T・ヒコック大佐：ギーク・クック（徳丸完）
- シンユキ：ジョン・フジオカ（英語版）（伊井篤史）
- リナルド軍曹：ジョン・ラモッタ（亀井三郎）
- ブラックスター・ニンジャ：タダシ・ヤマシタ（英語版）（沢木郁也）
- 憲兵：リチャード・ノートン（英語版）

## 製作
1980年代、アメリカのポップカルチャーを「ニンジャ」が席巻した。キャノン・フィルムズでもこれに乗じたアクション映画を企画していたものの、ニンジャブームの先駆けともなった同社の『燃えよNINJA』シリーズで忍者を演じたショー・コスギは、三作目『ニンジャ』の出来が気に入らず、最終的には契約内容の不満を理由にキャノンを去っていた。その後、新しいニンジャを模索していた同社は『アメリカン忍者』というタイトルだけを決めて、チャック・ノリス、監督ジョセフ・ジトー、脚本家ジェームズ・ブルーナーという『地獄のヒーロー』制作チームの新作として前宣伝を行ったのである。しかし、彼らのうち忍者映画に関心があるものは1人もいなかった。ノリスも当時はテロリストと戦う物語に関心を持っており、ブルーナーが書いた脚本に忍者は登場せず、テロリストと戦う主人公に「アメリカン・ニンジャ」というコードネームを与えたのみであった。これを見たメナヘム・ゴーランは、彼らを『地獄のコマンド』という別の映画の制作に回し、別途ブルーナーがノンクレジットで執筆したものを書き直した脚本に基づいた映画を『ニンジャ』で監督を務めたサム・ファーステンバーグに撮影させることにした。ノリスの代わりに主演として選ばれたのは、モデル出身のマイケル・ダディコフであった。
忍者というキャラクターは日本文化にルーツがあるため、当時のブームにおいても日本人として描かれることが一般的だった。ファーステンバーグは忍者をアメリカ人にするという「クレイジー」かつ「前代未聞」のアイデアに惹かれ、本作を監督することになった。ゴーランは『アメリカン忍者』というタイトルを伝えたほか、数人のイスラエル人のプロデューサーと元軍人で武道家でもあった脚本家ポール・デ・ミルシュ（Paul De Mielche）を紹介すると、それ以外の一切合切をファーステンバーグに一任した。ミルシュが描いた主人公像は、『理由なき反抗』のジェームス・ディーンのように、心に傷を負い秘密を抱えた無気力な男というものだった。ファーステンバーグはアメリカ国内での撮影を望んでいたが、会社の方針によってフィリピンでの撮影を余儀なくされた。アメリカ軍人という設定は、フィリピンという舞台においてアメリカ人を主人公とした物語を描くために追加されたものである。当時、フィリピンには数万人のアメリカ軍人が駐留していた。
アームストロング役は公開オーディションによって選抜された。この際には『燃えよNINJA』の撮影にも参加した空手家マイク・ストーン、武道家スティーブ・ランバート（Steve Lambert）が招かれた。400人ほど集まった候補者らは、まずこの2人の武道家との演舞によって武道の知識と運動能力を審査され、その後に台本読みの審査が行われることになっていた。ファーステンバーグはダディコフを初めて見た時のことを回想し、「彼は登場人物の人格、身振り、歩き方そのままで部屋に入ってきた。まだセリフを読んでもいないにもかかわらず。彼のことを何も知らなかったのに、彼が我々の仲間になると感じ始めていた」と述べている。台本読みの後、ファーステンバーグに「どこで戦い方を学んだ？」と尋ねられたダディコフは、「路上でさ」と応じた。これは嘘だったが、それさえもファーステンバーグが彼を気に入る理由になった。しかし、公開オーディションという都合上、出演料は誰が選出されるかに関わらず最低額に設定されており、ダディコフのエージェントはこれに反発した。その後、ファーステンバーグはダディコフを出演させるために、ゴーランを説得して相応の出演料を与えることを認めさせた。
ダディコフは柔術や合気道に多少の知識はあったものの、ショー・コスギとは異なり、「ニンジャ」としてのアクションシーンには慣れていなかった。そのため、ストーンからの指導が行われたほか、スタントマン出身で格闘家でもあったスティーヴ・ジェームズが相棒役に選ばれた。

## 続編
続編として、『アメリカン忍者2/殺人レプリカント』（American Ninja 2: The Confrontation, 1987年）、『レッド・コブラ』（American Ninja 3: Blood Hunt, 1989年）、『ブラックフォース』（American Ninja 4: The Annihilation, 1991年）、『マーシャル・コマンダー/黒の攻襲』（American Ninja V, 1993年）がある。2作目まではダディコフが演じるジョー・アームストロングが主人公で、3作目からはデイビッド・ブラッドリーが演じるショーン・デイヴィッドソンが主人公となった。また、4作目ではデイヴィッドソンとアームストロングの2人が共に登場した。
2016年に『デン・オブ・ギーク』の取材を受けたダディコフは、「Facebook上でさえ、みんなが頻繁に聞いてくるわけだ。『次のアメリカン忍者はいつやるんだ？』って」、「リブートしよう、そうだろう。アメリカン忍者、ジョー・アームストロングはまだ立ち上がれる。もう一度前に進ませるのは本当に素晴らしいと思う。そのための脚本も書いて、どうしようか考えているところさ」と語った。

## 評価
Rotten Tomatoesにおける本作の批評家支持率は7件のレビューに基づき0%となっている。